# بخش انداجس
بخش انداجس (به اسپانیایی: Andajes District) یک سکونتگاه مسکونی در پرو است که در منطقه لیما واقع شده‌است.

## خصوصیات
بخش انداجس ۱۴۸٫۱۸ کیلومترمربع مساحت و ۱٬۰۳۰ نفر جمعیت دارد و ۳٬۴۸۷ متر بالاتر از سطح دریا واقع شده‌است.